# 마시모 루옹고
마시모 코레이 루옹고(영어: Massimo Corey Luongo, 1992년 9월 25일 ~ )는 오스트레일리아의 축구 선수로, 입스위치 타운에서 미드필더로 뛰고 있다. 2014년부터 2023년까지 오스트레일리아 축구 국가대표팀을 대표했다.
루옹고는 이탈리아인 아버지와 인도네시아인 어머니 사이에서 태어났으며, 그는 오스트레일리아와 이탈리아, 인도네시아 총 3개의 국적을 가지고 있다.

## 국가대표팀 득점
| 골 | 날짜             | 장소                                            | 상대       | 점수 | 결과 | 대회                     |
| -- | ---------------- | ----------------------------------------------- | ---------- | ---- | ---- | ------------------------ |
| 1. | 2015년 1월 9일   | 오스트레일리아 멜버른, 멜버른 렉탱귤러 스타디움 | 쿠웨이트   | 2–1  | 4–1  | 2015년 AFC 아시안컵      |
| 2. | 2015년 1월 31일  | 오스트레일리아 시드니, 스타디움 오스트레일리아  | 대한민국   | 1–0  | 2–1  | 2015년 AFC 아시안컵 결승 |
| 3. | 2016년 3월 24일  | 오스트레일리아 애들레이드, 애들레이드 오벌      | 타지키스탄 | 1–0  | 7–0  | 2018년 FIFA 월드컵 예선  |
| 4. | 2016년 3월 29일  | 오스트레일리아 시드니, 시드니 풋볼 스타디움     | 요르단     | 5–0  | 5–1  | 2018년 FIFA 월드컵 예선  |
| 5. | 2016년 9월 1일   | 오스트레일리아 퍼스, 퍼스 오벌                  | 이라크     | 1–0  | 2–0  | 2018년 FIFA 월드컵 예선  |
| 6. | 2018년 11월 17일 | 오스트레일리아 브리즈번, 선콥 스타디움          | 대한민국   | 1–1  | 1–1  | 친선 경기                |

## 수상
오스트레일리아
- AFC 아시안컵 : 우승 (2015)

개인
- AFC 아시안컵 : MVP, 드림팀 (2015)
- 2015년 AFC 아시안컵 맨 오브 더 매치 : vs. 쿠웨이트 (조별리그), vs. UAE (준결승전)

| 이전 혼다 게이스케 | 제9대 AFC 아시안컵 MVP 2015년 | 다음 알무이즈 알리 |

1. ↑  “Notification of shirt numbers: Sheffield Wednesday” (PDF). English Football League. 63쪽. 2020년 9월 25일에 확인함.
2. ↑  “FIFA World Cup Russia 2018: List of Players: Australia” (PDF). FIFA. 2018년 7월 15일. 3쪽. 2019년 6월 11일에 원본 문서 (PDF)에서 보존된 문서.